# Мартлет
Мартлет је у енглеској хералдици митска птица без стопала која се никад не одмара од тренутка свог рођења до смрти; претпоставља се да су мартлети непрестано на крилима. То је алегорија за непрестане напоре, изражена хералдичком фигуром која приказује стилизовану птицу сличну чиопи или кућној ласти, без ногу. Треба је разликовати од merlette француске хералдике, која је птица налик на патку са лабудовим вратом и одсеченим кљуном и ногама.

## Етимологија
Реч „мартлет“ потиче од птице познате као градска ласта (martin), уз додатак деминутивног наставка „-лет“; тако мартлет значи "мали мартин". Порекло имена мартин је нејасно, мада се може односити на фестивал Мартинмас, који се јавља отприлике у исто време када ласте почињу своју миграцију из Европе у Африку.

## Опис
Ове митске птице правилно су приказане у енглеској хералдици са два или три кратка прамена пера на ногама и стопалима. Праве чиопе, раније познате као мартлети, имају тако мале ноге да се веровало да их уопште немају, што даје веродостојност легенди о Мартлету без ногу.

### Францускиmerlette
У француској хералдици canette или anet је мала патка (француски: canard), приказана без стопала. Према Тиодору Веран-Фореу la canette représente la canne ou le canard; si elle est dépourvue du bec et des pattes, elle devient une merlette. ("канета представља патку или патка; ако јој је ускраћен кљун и стопала, постаје мерлет" (merlette)). На француском un merle, од латинског merula (женски род), је мужјак коса, члан породице дроздова (раније је тај израз био женског рода и могао је означавати мужјака: une merle - кокошка коса: une merlesse). Мerlette (деминутив од merle: мали кос) у обичном говору, од 19. века, је женка кос, али се у хералдичкој терминологији дефинише као une figure représentant une canette mornée („фигура која представља малу женку патке "заглупљену""). Une cane је женска патка (мушки canard, "патак"), а une canette, деминутив, је "мала женска патка". Глагол  morner на старом француском значи „отупити“, у хералдичкој терминологији глаголски придев morné(е) значи: sans langue, sans dents, sans ongles et des oiseaux sans bec ni serres („без језика, без зуба, без ноктију, а код птица без кљуна или канџи“). Енглеска хералдика користи изразе "наоружани" и "специфичног језика" за зубе, канџе и језик хералдичких звери, па се mornée може превести као "разоружан". Тако енглески "мартлет" није исто хералдичко створење као француски "merlette" .

## Рана употреба

### Де Валанс
Грбови породице из Валанса, Еарлова од Пемброка показују једну од најранијих употреба мартлета како би се разликовали од њихове матичне куће Лизињан. Грб им је био украшен (обрубљен) мартлетима, што се може видети на емајлираном штиту  Вилијама од Валанса, првог грофа од Пемброка у Вестминстерској опатији. Мартлети су тако приказани у Пемброк Колеџу у Кембриџу, фондацији те породице.

### Приписани грб Едварда Исповедника
Приписани грб Едварда Исповедника садржи пет мартлета или (златних мартлета). Атрибуција датира из 13. века (два века након Едвардове смрти) и била је заснована на дизајну на новчићу кованом за време Едвардове владавине. Краљ Ричард II (1377-1399) приписао је овај грб са Плантагенет грбом, и касније је постао основа за грб Вестминстерске опатије, у којој је сахрањен Исповедник, и Вестминстер школе, основане у оквиру њеног подручја.

### Де Арундел из Ланхернеа
Француска реч за ластавицу је hirondelle, од латинског hirundo, и стога су се мартлети појавили на грбовима древне породице де Арундел из Ланхерна, Корнвол и касније замка Вордор. Грб који је носио Рајнфред де Арундел (умро око 1280), господар властелинства Ланхерн, забележен је у Грбовнику из 15. века као: Црн, шест мартлета. Ову породицу не треба мешати са породицом ФицАлан Ерлова из Арундела, чије је седиште био дворац Арундел у Сасексу, који на грбу носи: Црвени, лав који бесни.

### Округ Сасекс
Штит округа Сасекс у Енглеској садржи шест мартлета за које се каже да представљају шест историјских делова, или бивших административних пододсека, округа. Грб Универзитета у Сасексу такође носи ових шест мартлета.

### Де Вердон/Дандок
Трака између шест мартлета представља грб Дандока, Ирска. Трака и мартлети потичу од породице Томаса де Фарнивала који је око 1319. године венчањем са Џоан де Вердон, кћерком Тиобалда де Вердона, добио велики део земље и имовине у округу Дандок. Три од ових мартлета, у обрнутим тинктурама, чине грб локалног фудбалског тима Дандок ФК.

## Ознака каденције
Предложено је да је немогућност одмора мартлета због његове наводне немогућности слетања, без употребљивих ногу, разлог за употребу мартлета у енглеској хералдици као ознака каденције четвртог сина. Први син је наслеђивао цело имање примогенитуром, други и трећи су традиционално ишли у Цркву, да би у почетку служили као свештеници у црквама чији је отац био патрон, а четврти није имао добро дефинисано место (осим ако његов отац није поседовао, као што је то често био случај, више од два патроната). Како четврти син стога често није добијао део породичног богатства и имао је „део млађег сина: привилегију да напусти дом како би себи направио дом“, мартлет такође може бити симбол напорног рада, упорности, и номадског домаћинства. Ово објашњење изгледа невероватно, будући да су пети и шести син били подједнако "без одмора", али се на њих не упућује очигледна референца у одговарајућој ознаци каденције (прстен и љиљан у хералдици).

## Образовни значај
Неки коментатори кажу да неспособност мартлета да слети симболизује сталну потрагу за знањем, учењем и авантуром. Мартлети се појављују на грбовима Вустер колеџа и Универзитетског колеџа на Оксфордском универзитету, Магдалена колеџа и Пемброук колеџа на Кембриџу, и већ давно основаних енглеских школа, укључујући Бромсгроув, Ворик и Пенистоун. Недавно су их усвојили Универзитет Макгил, Универзитет у Хјустону, Академија Чарлс Рајт, Мил Хил школа (Лондон), Вестминстер нижа школа (Лондон) Вестминстер школа (Конектикат), Салтус  школа (Бермуди) и Универзитет Викторија (Британска Колумбија) - где се студентске новине такође зову The Martlet.

## У популарној култури
Мартлет који говори користи се као уређај за причу у фантастичном роману Е.Р. Едисона The Worm Ouroboros. На почетку романа мартлет води читаоца до Меркура на коме се радња наставља. Након тога обавља повезујућу улогу као гласник богова. Такође се појављује у Шекспировом Магбету чин 1 сц. 6, када га краљ Данкан и Банкуо називају „гостом лета“ и грешком га виде као добар знак када га примете испред Магбетовог замка, непосредно пре него што је Данкан убијен.
Лујза Пени се позива на мартлет у Правилу против убиства, четвртој књизи у серији Инспектор Гамаш (види поглавље 27). Гамаш разговара о четворо одрасле деце Мороу са очухом, Бертом Финијем, док гледају на језеро Масавипи у измишљеном граду, месту убиства. Гамаш објашњава да мартлет означава четврто дете, које мора да се пробије у свету.